# 杜德尼科韋 (新米科拉伊夫卡市鎮)
48°4′14″N 35°47′38″E / 48.07056°N 35.79389°E
杜德尼科韋（烏克蘭語：Дудникове）是位於烏克蘭東南部的村莊，由扎波羅熱州扎波羅熱区的新米科拉伊夫卡市鎮負責管轄。該村距離赫拉尼奇内、阿列克西伊夫卡、彼得羅巴甫利夫斯凱和卡什塔尼夫卡2公里，面積8.75平方公里，海拔高度158米，2001年人口226。